# Milan, New Hampshire
Milan är en kommun (town) i Coos County i delstaten New Hampshire, USA med cirka 1 331 invånare (2000).